# Johann Christian Siebenkees

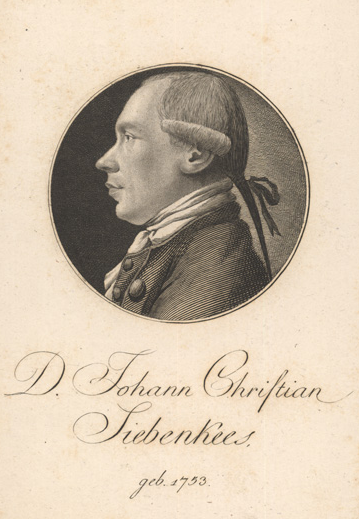
Siebenkees 1791

Johann Christian Siebenkees (Pseudonym Philalethes; * 20. August 1753 in Wöhrd; † 22. November 1841 in Nürnberg) war ein deutscher Rechtswissenschaftler, Dichter und Hochschullehrer.

## Leben
Siebenkees, dessen Vater Salzhändler und Kaufmann war, erhielt seine erste Bildung durch Privatunterricht und in der Schule in Wöhrd. 
Er war mit Susana Maria (* 28. September 1757; † 6. Februar 1804), Tochter des Pfarrers Johann Siegmund Mörl, verheiratet; bis die Ehe geschieden wurde, hatten sie gemeinsam sieben Kinder. Seine Ehefrau heiratete nach der Scheidung den Mediziner Johann Karl Osterhausen.
1770 nahm er sein Studium an der Universität Altdorf auf, bevor er 1773 an die Universität Göttingen wechselte. Er widmete sich hauptsächlich dem Studium der Rechtswissenschaft sowie nebenbei der Geschichts- und Literaturwissenschaft. Während seines Aufenthalts in Göttingen war er Begleiter des Sohnes des Hofrates Johann Christoph Gatterer. Nach einer Reise durch die sächsischen Gebiete kehrte er nach Altdorf zurück.
Siebenkees wurde im November 1776 außerordentlicher Professor der Rechte an der Altdorfer Universität und 1777 mit der Dissertation de capitibus quibusdam successionis conjugum ab intestato zum Dr. iur. utr. promoviert. Nachdem Philipp Ernst Spieß 1794 verstorben war, erhielt er die ordentliche Professur des Natur- und Völkerrechts, kurz darauf die des Staats- und Lehenrechtes und 1795 zudem die neuerrichtete Professur des Kirchenrechtes. Ab 1805/1806 hielt er auch Vorlesungen der Geschichtswissenschaft. Er war in Altdorf achtmal Dekan der Juristischen Fakultät und fünfmal Rektor der Universität.
Siebenkees kam nach der Auflösung der Altdorfer Universität 1809 im Jahr 1810 als ordentlicher Professor der Literaturgeschichte an die Universität Landshut. Dort wurde er im Rang eines Oberbibliothekars leitender Universitätsbibliothekar. Nach fünfzigjähriger Lehrtätigkeit wurde er 1826 mit dem Titel Geheimer Hofrat in den Ruhestand versetzt. Etwas später erhielt er das Ehrenkreuz des Ludwigsordens. Seinen Ruhestand verbrachte er in seiner Heimatstadt Nürnberg.
Johann Christian Siebenkees war ein Vetter des Philologen Johann Philipp Siebenkees.

## Werke (Auswahl)
Siebenkees tat sich vielfältig als Herausgeber hervor. Mit Julius Friedrich von Malblanc gab er die Allgemeine juristische Bibliothek, herausgegeben von zweien Altorf’schen Gelehrten in Nürnberg von 1781 bis 1786 in sechs Bänden heraus. Er selbst gab das Juristische Magazin in Jena von 1782 bis 1783 in zwei Bänden, das Neue juristische Magazin in Ansbach 1784 sowie das Journal von und für Franken Nürnberg von 1790 bis 1793 heraus. Daneben trat er auch als Herausgeber der Materialien zur Nürnbergischen Geschichte auf, die in Nürnberg von 1792 bis 1795 in vier Bänden erschienen. 
Er verfasste:
- mit Christoph Siegmund von Holzschuher: Deductions-Bibliothek von Teutschland: Nebst dazu gehörigen Nachrichten. Bände 3 und 3, Bauer, Nürnberg 1781–1782.
- Abhandlung von Stipendien und den Rechten derselben. Schneider, Nürnberg  1786. (Digitalisat)
- Ueber das Geheimniß der Posten. Frankfurt und Leipzig 1788. (Digitalisat)
- Erläuterungen der Heraldik als ein Commentar über Herrn Hofrath Gatterers Abriss dieser Wissenschaft. Schneider, Nürnberg 1789. (Digitalisat)
- Kleine Chronik der Reichsstadt Nürnberg.  Meyer, Altdorf 1790. (Digitalisat)
- Deutsche Sprichwörter mit Erläuterungen. Bauer und Mann, Nürnberg 1790. (Digitalisat)
- Abhandlung von letzten Willen nach gemeinen und Nürnbergischen Rechten. Schneider, Nürnberg und Jena 1792. (Digitalisat)
- Über das Hauptgesetz der Teutschen Rechtschreibung, und über Sprachfehler Baierischer Schriftsteller. Wittwer, Nürnberg 1808. (Digitalisat)